# Deilephila philippsi
Deilephila philippsi är en fjärilsart som beskrevs av Friedrich Wilhelm Niepelt 1921. Deilephila philippsi ingår i släktet Deilephila och familjen svärmare. Inga underarter finns listade i Catalogue of Life.